# Веденяпин, Георгий Владимирович
Гео́ргий Влади́мирович Веденя́пин (8 июля 1899, с. Пады Балашовского уезда — 28 ноября 1979, г. Волгоград) — учёный в области техники, заслуженный деятель науки и техники РСФСР (1968), доктор технических наук (1956), профессор (1957). Участник Первой мировой, гражданской и Великой Отечественной войн; подполковник. Член КПСС с мая 1918 года.

## Биография

### Ранние годы
Георгий Веденяпин родился в 1899 году в селе Пады Балашовского уезда, в дворянской семье. Его отец — Владимир Николаевич Веденяпин (1870—1919) служил земским врачом; мать — Лидия Алексеевна (1874—1942) работала фельдшером. Георгий учился в частной мужской гимназии А. Е. Флёрова в Москве.
С началом Первой мировой войны Георгий Веденяпин, тайком от родителей, отправился на фронт в санитарном поезде императрицы Марии Фёдоровны. Когда поезд подошёл к линии фронта в Галиции, он сбежал в действующую армию, был контужен. В 16 лет Г. В. Веденяпина наградили серебряным Георгиевским крестом.

### Революция 1917 года и гражданская война
Будучи солдатом московского гарнизона, в октябре 1917 года Георгий Веденяпин участвовал в боях против юнкеров. В мае 1918 года он вступил в РКП(б). В том же году он вернулся в село Репьёвку, где прошло его детство. Г. В. Веденяпин являлся одним из организаторов Советской власти и первым волостным военным комиссаром Репьёвской волости.
В гражданскую войну Георгий Веденяпин воевал в Чапаевской дивизии, был командиром взвода, участник боёв с белогвардейцами в Заволжье и на Южном Урале. В начале 1920-х годов участвовал в подавлении восстания под руководством А. Н. Антонова («Антоновский мятеж»). Георгий Владимирович является автором брошюры «Балашовская организация РКП(б) в борьбе с бандитизмом», изданной в 1922 году.

### Межвоенные годы
После гражданской войны Г. В. Веденяпин находился на партийной работе: избирался секретарём Макаровского зонального партийного комитета, был ответственным работником Балашовского укома партии, делегатом X съезда РКП(б) (1921), членом «чрезвычайной тройки».
Во время голода 1920—1921 годов Георгий Веденяпин пожертвовал в пользу голодающих свой Георгиевский крест и большой камень (вероятно, топаз), на котором было выгравировано родословное древо Веденяпиных. Камень передал ему как продолжателю рода отец в 1919 году незадолго до смерти.
С 1921 по 1922 год Г. В. Веденяпин являлся курсантом 1-й Советской объединённой военной школы РККА имени ВЦИК (военно-инженерные курсы). В дальнейшем он экстерном окончил Саратовский государственный университет имени Н. Г. Чернышевского.
С 1933 по 1935 год Г. В. Веденяпин являлся начальником политчасти треста совхозов Восточной Сибири в г. Иркутске. Он участвовал в организации сельскохозяйственных коммун, колхозов и совхозов в Восточной Сибири.
21 июня 1938 года Г. В. Веденяпин был арестован. Ему предъявили обвинение по статьям 58 п. 1а (измена родине), 58 п. 7 и 58 п. 11 УК РСФСР. 11 июля 1939 года он был освобождён, реабилитирован постановлением УНКВД Иркутской области и восстановлен в партии

### В годы Великой Отечественной войны
27 февраля 1942 года Г. В. Веденяпин был мобилизован в ряды Красной Армии. С 15 декабря 1943 по 13 февраля 1944 года воевал на 4-м Украинском фронте, с 1 марта 1944 года в составе Отдельной Приморской армии участвовал в освобождении Крыма и Севастополя; позже воевал в Латвии. В апреле 1944 года начальник штаба 85-го отдельного танкового полка майор Веденяпин за большую работу, проделанную в подготовительный период к операциям на Керченском полуострове, по увязке вопросов взаимодействия с родами войск, за правильную организацию разведки, умелую организацию управления боем полка в период прорыва обороны противника на Керченском полуострове был представлен к награде орденом Красной Звезды. Однако награду заменили на более высокую — орден Отечественной войны II степени. В марте 1945 года танк Георгия Веденяпина подорвался на мине, при этом его выбросило из танка, он получил ранение и контузию.

### Послевоенные годы
По окончании войны, в 1945 году Георгий Владимирович Веденяпин был направлен в город Урюпинск Сталинградской области, на восстановление Сталинградского (Волгоградского) сельскохозяйственного института. В 1948 году он вместе с институтом переехал в Сталинград (Волгоград).
Умер Георгий Владимирович Веденяпин 28 ноября 1979 года в Волгограде.

### Научно-педагогическая деятельность
Научно-педагогическая деятельность Георгия Владимировича Веденяпина началась с 1929 года в городе Омске в Сибирском институте сельского хозяйства и лесоводства.
В 1932 году он был назначен первым заведующим кафедрой организации социалистических сельскохозяйственных предприятий Московского института механизации и электрификации сельского хозяйства (ныне — Московский государственный агроинженерный университет имени В. П. Горячкина).
С 1936 по 1942 год Георгий Владимирович преподавал в Иркутском сельскохозяйственном институте. Здесь в 1936/37 учебном году он основал кафедру «Эксплуатация машинно-тракторного парка» и стал её первым заведующим.
Георгий Владимирович Веденяпин был основателем и первым заведующим (с 1945 до 1970 года) кафедры «Эксплуатация машинно-тракторного парка» — одной из первых кафедр факультета механизации сельского хозяйства Сталинградского (Волгоградского) сельскохозяйственного института. С 1950 по 1953 год доцент Г. В. Веденяпин возглавлял факультет механизации сельского хозяйства Сталинградского СХИ.
На базе Волгоградского СХИ Г. В. Веденяпин создал свою научную школу. Под его руководством защищено 32 кандидатские диссертации и 3 докторских (по другим данным — 36 кандидатских и 6 докторских диссертаций). Он читал лекции в Лейпцигском политехническом университете.
В 1956 году Георгий Владимирович защитил в Московском институте механизации и электрификации сельского хозяйства имени В. М. Молотова докторскую диссертацию на тему «Научные основы и методика построения систем технического ухода за тракторами», с присвоением учёной степени доктора технических наук. В 1957 году он получил звание профессора.
Им опубликовано более 70 работ по эксплуатации машинно-тракторного парка в сельском хозяйстве, общей методике экспериментального исследования и обработке опытных данных. Работами Г. В. Веденяпина обоснована система технического состояния машин и их обслуживания.

### Семья
Жена — Нина Святославовна (1919—2003) — микробиолог, доктор сельскохозяйственных наук, заведующая кафедрой микробиологии и физиологии растений Волгоградского сельхозинститута, профессор. Две дочери — Елена Георгиевна Веденяпина (1947—2015) — кандидат биологических наук, старший научный сотрудник Санкт-Петербургского государственного университета и Ботанического института Российской Академии наук и Мария Георгиевна Карабань (род. 1953) — кандидат искусствоведения, проректор по науке Волгоградского института искусств, заслуженный работник культуры.

## Некоторые публикации
- Балашовская организация РКП в борьбе с бандитизмом, 1920—1921 гг. — [Балашов]: Издательство Балашов. истпарт, 1922. — 18 с.[3]
- Коллективизация сельского хозяйства в Сибирском крае: (Материалы для докладов, работы партактива и кружков текущей политики). — [Новосибирск]: Сибкрайком ВКП(б), 1927. — 13 с.[16]
- Организация и практика с.-х. коллективов. — Новосибирск: Книгосоюз, 1929. — 27 с.[17]
- Тракторная бригада в совхозах / Г. В. Веденяпин, Ф. В. Велякин; Науч.-иссл. совхоз. ин-т. — [Москва]: Сельхозгиз, 1933. — 112 с.[18]
- Тяговые расчёты машинно-тракторного парка: [Учебное пособие для фак. механизации с.-х.]; Сталинградский с.-х. ин-т. — Сталинград: [б. и.], 1951. — 66 с.[19]
- Опыт передовой тракторной бригады Деминской МТС / Г. В. Веденяпин, канд. техн. наук, Б. А. Столяров, агр. — Сталинград: Обл. книгоизд-во, 1951. — 36 с. — (Библиотечка колхозника)[20]
- Эксплуатация трактора ДТ-54 / Г. В. Веденяпин, А. М. Гуревич. — Сталинград: Обл. книгоизд-во, 1952. — 124 с.[21] (книга дважды переиздавалась в московском издательстве Сельхозгиз в 1953 и 1955 годах, а также переведена на чешский язык и издана в 1955 году в Праге)
- Эксплуатация машинно-тракторного парка: [Для ин-тов и фак. механизации сел. хозяйства] / Г. В. Веденяпин, Ю. К. Киртбая, М. П. Сергеев. — Москва: Сельхозиздат, 1963. — 431 с. — (Учебники и учебные пособия для высших сельскохозяйственных учебных заведений)[22] (книга была переиздана в 1968 году)
- Общая методика экспериментального исследования и обработки опытных данных; Сталинградский с.-х. ин-т. Сталинградское правл. Науч.-техн. о-ва сельского и лесного хозяйства. — Сталинград: [б. и.], 1959. — 111 с.[23] (книга трижды была переиздана в московских издательствах, в 1965, 1967 и 1973 годах)
- Установление технического состояния тракторных дизелей без их разборки / В. С. Бовда, Г. В. Веденяпин, А. Х. Морозов, В. И. Фортуна; Под общ. ред. Г. В. Веденяпина. — Волгоград: Кн. изд-во, 1962. — 56 с.[24]
- Семейная летопись: воспоминания. — Москва: Новый хронограф, 2014. — 762 с.[25]
- Танкисты: героям-танкистам 85-го отдельного линейного Севастопольского танкового полка, павшим в борьбе за освобождение Севастополя 7—12 мая 1944 года посвящается…. — Волгоград: Волгаградский ГАУ «НИва», 2015. — 387 с.[26]

## Награды и звания
- Орден Октябрьской Революции (17 июля 1974) — за заслуги в развитии сельскохозяйственной науки, многолетнюю плодотворную педагогическую деятельность и в связи с семидесятипятилетием со дня рождения[1][27]
- Орден Отечественной войны II степени (15 апреля 1944)[9][1]
- Орден Трудового Красного Знамени[1]
- Орден Красной Звезды[1]
- Орден «Знак Почёта» (20 ноября 1958)[1][28]
- Медали[1]
- Георгиевский крест 4 степени (1915)[1][2]
- Заслуженный деятель науки и техники РСФСР (14 мая 1968) — за заслуги в области механизации сельского хозяйства и многолетнюю научно-педагогическую деятельность[5][29]

## Память
- В Волгоградском государственном аграрном университете творчески работающим студентам выплачивается стипендия имени Г. В. Веденяпина[1].
- По ходатайству Волгоградской государственной сельскохозяйственной академии, постановлением Волгоградского горсовета народных депутатов от 15 июля 1999 года, в целях увековечения памяти Георгия Владимировича Веденяпина на доме № 22 по проспекту имени В. И. Ленина, где он жил с 1960 по 1979 год, была установлена мемориальная доска[30].